# 西脇市立西脇東中学校
西脇市立西脇東中学校（にしわきしりつ にしわきひがしちゅうがっこう）は兵庫県西脇市鹿野町にある公立中学校である。
略称は東中（ひがしちゅう）。

## 特色
- 校区内に日本のへそモニュメント（平成のへそ）がある。

## 沿革
- 1947年（昭和22年）[1]
  - 比延庄村比延中学校として開校式並び入学式挙行
  - 本校を比延第一小学校（現比延小学校）内に併設する
- 1953年（昭和28年）：新校舎起工
- 1954年（昭和29年）
  - 西脇市立西脇東中学校と校名を変更
  - バックネット・体育室・農業室上棟
- 1962年（昭和37年）：体育館竣工
- 1965年・1966年 (昭和40年・41年）：プール起工・竣工
- 1968年（昭和43年）：クラブ部室・技術室完成・教室改造工事完成
- 1970年（昭和45年）：運動場改修工事完成
- 1980年（昭和55年）：野球バックネット張替・学校標柱建設
- 1982年 - 1984年（昭和57年 - 59年）：文部省より体力づくり推進指定を受ける
- 1992年（平成4年）：校舎全面改築起工
- 1994年（平成6年）：新校舎完工
- 2000年（平成12年）：北門改修工事
- 2007年（平成19年）：防災無線設置
- 2010年（平成22年）：新体育館竣工

西脇東地域は少子化による学校小規模化が著しく、2024年（令和6年）策定の「西脇市立学校学習環境規模適正化推進計画」では本校は令和9年度をめどに西脇市立黒田庄中学校との統合が計画されているが、黒田庄地域の反発が強く令和7年時点では計画の変更が求められている。

## 校章の由来
- 上半分：カタカナの「ヒ」の文字を2つあわせたもの。旧比延村立比延中学校の校章を受けつぐ。
- 下半分：西脇市のシンボル（：）を加味し、播磨風土記にちなんだ鹿の角でかこむ。

## 生徒会

### 活動内容
全校朝会
隔週月曜日に行う。月曜日が休みの場合は火曜日に行う。
各専門部会活動
専門部会で話し合いを月に1回行う。
週番活動
朝の立ち番、窓閉め。部会ごとに1週間で交代する。
行事の企画、運営
三送会、歓迎遠足、体育大会、文化祭、コンクールなど

### 活動方針
全校生の意見を取り入れ、みんなでつくる学校
生徒一人ひとりが意見を言えるような学校にするために、一部の人だけではなく、全校生でつくりあげる学校を目指す。
縦割り活動を行い、生徒同士が仲の良い学校
今よりもたくさんの生徒とふれあい、互いに交流して絆を深められるように、縦割り活動を行い、楽しい学校生活を目指す。
ポスターを増やし、生徒が楽しく安全に過ごせる学校
「廊下は走らない」のようなポスターを製作し、全校生徒がケガをせず、安全で楽しく過ごせる学校、居心地よく快適だと思える学校を目指す。
伝統を守りつつ、新しいことに挑戦をする学校
授業や行事を大切にしつつ、新しいことにどんどん挑んでいき、日本一の学校を目指す。

## 学校行事
- 4月…入学式・課題テスト・1学期始業式・対面式・参観日・家庭訪問
- 5月…修学旅行・部活動参観日
- 6月…中間テスト・教育実習・連合音楽会・市内総体
- 7月…期末テスト・三者懇談・東播総体・大掃除・1学期終業式
- 8月…全校登校日・PTA奉仕作業
- 9月…1学期始業式・課題テスト・体育大会・市新人大会
- 10月…市民体育大会・中間テスト・東播新人大会・創立記念日・文化祭
- 11月…わくわくオーケストラ・オープンハイスクール
- 12月…校内マラソン大会・期末テスト・生徒会選挙・三者懇談・大掃除・2学期終業式
- 1月…3学期始業式・課題テスト・生徒総会・引継式・防災訓練・新入生保護者説明会
- 2月…学力テスト
- 3月…学年末テスト・三年生を送る会・卒業式・新入生物品販売・3学期終業式

## 部活動

### 運動部
- 野球部
- 女子バレーボール部
- ソフトテニス部

### 文化部
- 吹奏楽部
- ボランティア部
- 美術部

## 通学区域
以下の小学校の通学区域。おおむね旧比延庄村区域にあたる。
- 西脇市立比延小学校
- 西脇市立双葉小学校

## 出身者
- 吉田凌（プロ野球選手）
- 渕上沙紀（アナウンサー）

## アクセス
自動車
1. 国道175号
2. 中国自動車道
  - 滝野社ICより8 km（10分）
  - 加西ICより17 km（20分）

バス
- 西脇市コミュニティバス おりひめバス「西脇東中学校前」より約260m

鉄道
- JR西日本加古川線「比延駅」より約800m

## 通学区域が隣接している学校
- 西脇市立西脇南中学校
- 西脇市立西脇中学校
- 西脇市立黒田庄中学校
- 丹波市立山南中学校
- 丹波篠山市立今田中学校
- 加東市立社学園小中学校